# Gobero

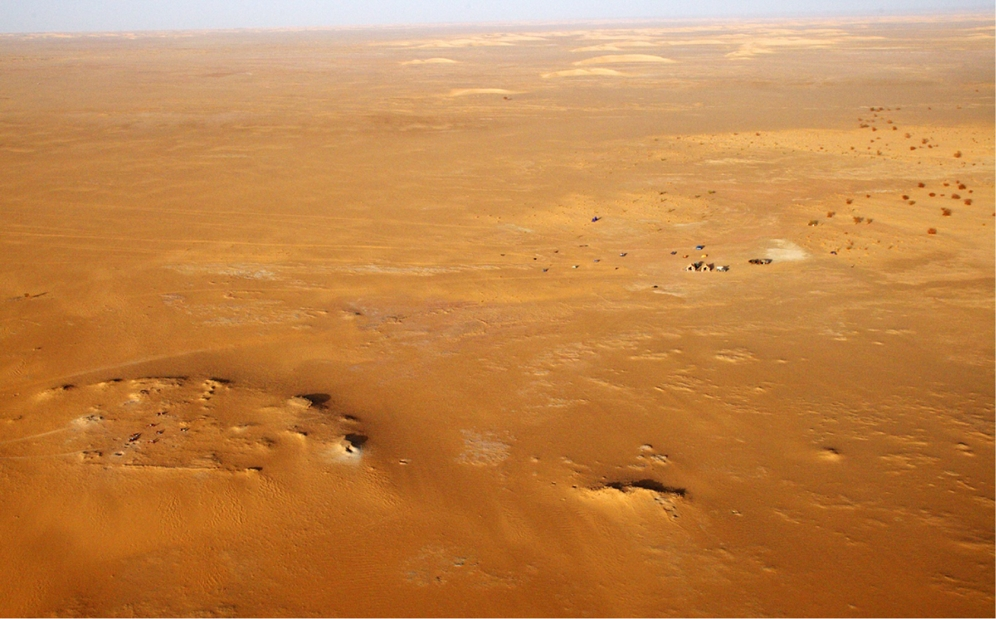
Sitio arqueológico de Gobero, en el desierto de Teneré

El sitio arqueológico de Gobero, en el Teneré, en África, fue descubierto en 2000 y es el cementerio más antiguo conocido en el desierto del Sahara, con una antigüedad de 10.000 años.

## Descubrimiento
Gobero fue descubierto por un equipo dirigido por paleontólogos y el geólogo Paul Sereno de la Universidad de Chicago, cuyas expediciones previas a la región habían descubierto numerosos fósiles, incluyendo el desconocido dinosaurio Nigersaurus y el cocodrilomorfo Sarcosuchus.
El primero en localizar el sitio fue el equipo del fotógrafo Mike Hettwer el 13 de octubre de 2000. El hallazgo incluía trozos de cerámica, restos humanos y huesos de animales acuáticos, lo que sugirió que el lugar pertenecía al Holoceno medio, el periodo húmedo del Sahara.
En 2005, Sereno organizó un equipo internacional de arqueólogos que exploraron el sitio y descubrieron que Gobero había sido habitado al menos durante 5.000 años, desde el 8000 a. C., cuando la zona se encontraba frente a un lago.

## Restos arqueológicos
En Gobero se encontraron 182 enterramientos. Se han excavado más de medio centenar y en algunos de ellos se han encontrado restos de cerámica y otros artefactos. También los hay decorados con joyas, por ejemplo, el de una mujer joven con un brazalete hecho de colmillo de hipopótamo, y un hombre enterrado con el caparazón de una tortuga. Una tumba familiar contiene los restos de una mujer y un niño a cada lado, con las caras enfrentadas y las manos entrelazadas. Los restos de polen en esta tumba sugieren que se colocaron flores como parte del rito funerario.
Los primeros asentamientos de Gobero aparecen durante el periodo de la cultura kiffian; eran muy altos y musculados, se dedicaban a la caza y a la pesca y tenían una cerámica distintiva. Probablemente, se mantuvieron en este lugar hasta el 6000 a. C.
Mil años más tarde aparece la cultura teneriense, pastores nómadas que ocuparon el sitio entre el 4500 y el 2500 a. C. Dejaron huesos de un cuerpo pequeño y también tenían una cerámica distintiva.
El último trabajo de investigación lo publicó Sereno en agosto de 2008, pero las expediciones que deberían haberse realizado desde el año 2007 han sido canceladas debido a las hostilidades entre el gobierno de Níger y los tuaregs.